# 산요 전기철도 본선
산요 전기철도 본선(일본어: 山陽電気鉄道本線)은 효고현 고베시 나가타구의 니시다이역과 효고 현 히메지시의 산요히메지 역을 잇는 산요 전기 철도의 철도 노선이다.
고베와 아카시・히메지 구간의 도시간 운송이 이루어지고 있다. 산요 본선(JR 고베 선)과는 전 구간에서, 특히 산요스마 - 산요아카시 구간에서는 완전히 병행하고 있기 때문에 경쟁 상태에 있다.

## 운행 형태
| 역명                                                                    | 한신 | S  | 직특 | 특급 |
| ----------------------------------------------------------------------- | ---- | -- | ---- | ---- |
| 니시다이                                                                | ●    | ●  | ▲    | ｜   |
| 이타야도                                                                | ●    | ●  | ●    | ●    |
| 히가시스마                                                              | ●    | ｜ | ▲    | ｜   |
| 쓰키미야마                                                              | ●    | ●  | ●    | ●    |
| 스마데라                                                                | ●    | ｜ | ▲    | ｜   |
| 산요스마                                                                | ●    | ●  | ●    | ●    |
| 스마우라코엔                                                            | ●    | ｜ | ｜   | ｜   |
| 산요시오야                                                              |      | ｜ | ｜   | ｜   |
| 다키노차야                                                              | ●    | ▲  | ｜   |      |
| 히가시타루미                                                            | ｜   | ｜ | ｜   |      |
| 산요타루미                                                              | ●    | ●  | ●    |      |
| 가스미가오카                                                            | ●    | ｜ | ｜   |      |
| 마이코코엔                                                              | ｜   | ●  | ●    |      |
| 니시마이코                                                              | ｜   | ｜ | ｜   |      |
| 오쿠라다니                                                              | ｜   | ｜ | ｜   |      |
| 히토마루마에                                                            | ｜   | ｜ | ｜   |      |
| 산요아카시                                                              | ●    | ●  | ●    |      |
| 니시신마치                                                              | ｜   | ｜ | ｜   |      |
| 하야시사키 마쓰에카이간                                                 | ｜   | ｜ | ｜   |      |
| 후지에                                                                  | ●    | ｜ | ｜   |      |
| 나카야기                                                                | ｜   | ｜ | ｜   |      |
| 에이가시마                                                              | ｜   | ｜ | ｜   |      |
| 니시에이가시마                                                          | ｜   | ｜ | ｜   |      |
| 산요우오즈미                                                            | ｜   | ｜ | ｜   |      |
| 히가시후타미                                                            | ●    | ●  | ●    |      |
| 니시후타미                                                              | ●    | ｜ | ｜   |      |
| 하리마초                                                                | ●    | ｜ | ｜   |      |
| 베후                                                                    | ●    | ｜ | ｜   |      |
| 하마노미야                                                              | ●    | ｜ | ｜   |      |
| 오노에노마쓰                                                            | ●    | ｜ | ｜   |      |
| 다카사고                                                                | ●    | ●  | ●    |      |
| 아라이                                                                  | ●    | ▲  | ▲    |      |
| 이호                                                                    | ●    | ｜ | ｜   |      |
| 산요소네                                                                | ●    | ｜ | ｜   |      |
| 오시오                                                                  | ●    | ●  | ●    |      |
| 마토가타                                                                | ●    | ｜ | ｜   |      |
| 야카                                                                    | ●    | ｜ | ｜   |      |
| 시라하마노미야                                                          | ●    | ▲  | ▲    |      |
| 메가                                                                    | ●    | ｜ | ｜   |      |
| 시카마                                                                  | ●    | ●  | ●    |      |
| 가메야마                                                                | ●    | ｜ | ｜   |      |
| 데가라                                                                  | ●    | ｜ | ｜   |      |
| 산요히메지                                                              | ●    | ●  | ●    |      |
| 범례 - ▲ = 일부만 정차 - 한신 = 한신 특급 - S = S특급 - 직특 = 직통특급 |      |    |      |      |

보통열차와 우등열차가 조합된 다이어로 운영중이다. 전장이 50km가 넘는 노선이기 때문에 다른 사철에서는 볼 수 없는 구간별 운전이 많고, 낮중에는 전선을 운행하는 특급과 보통이 각각 시간당 네 편씩 운행하는 패턴 다이어가 설정되어 있다(다만 산요스마 이동으로는 직통특급의 정차역에 변화가 생기기 때문에, 보통열차가 시간당 두 편으로, 산요 본선 각역정차인 한신특급으로의 접속을 대체하기 위해 약간의 변화가 생긴다).
우등열차는 한신우메다 - 산요히메지 구간에서 운전되는 직통특급을 주체로, 전 열차가 한신 전기 철도 본선에 직통한다. 또한, 아침이나 심야에는 특급이나 S특급이 운전되고 있다. 우등열차 중 직통특급과 (산요)특급은 6량 1편성이고, S특급은 4량 1편성, 보통은 4량 또는 3량 1편성으로 운전되고 있다.
보통열차는 산요 전철에서 고베 고속선(니시다이 - 한큐산노미야·한신모토마치)을 경유하여 한큐 방면으로는 한큐 산노미야까지, 한신 방면으로는 한신 산노미야까지 입선하는 열차가 운전되고 있다. 또한, 상호 입선하는 한신 전기 철도의 차량도 직통특급 외에 이 노선의 스마우라코엔까지 입선하는 열차가 운전되고 있다. 한신으로부터 입선하는 열차는 직통특급을 제외하고 산노미야 이서의 고베 고속선과 산요 전철선 내에서는 각역에 정차한다.
1998년 2월가지는 산요 전철의 열차가 한큐 전철 고베 본선의 롯코까지, 한큐 전철의 열차는 이 노선의 스마우라코엔까지 입선하였으나, 한신 전기 철도와의 직통특급의 운전 개시에 맞춰 입선을 중지하였다. 또한 보통이나 특급도 한신 오이시까지 입선하였다가 직통특급의 운전 개시로 이 구가에서의 영업 운전이 폐지되었다. 다만 한신 산노미야 행 열차는 일부를 제외하고 오이시까지 회송되었다가 오리카에시(일본어: 折り返し, 열차의 행선을 역이나 유치선에서 바로 바꾸어 방향을 바꾸는 운전)가 이루어진다.
2009년 3월 20일에 개통한 한신 난바 선에 의해 지금까지 고베 고속 철도를 포함한 한신과 한큐에 이어 긴테쓰도 이 구간에서 열차를 운행하기 시작했다. 이 때문에 이 노선에 지연이 발생하면 한신과 한큐·긴테쓰의 열차에도 차질이 빚어지게 되었고, 역으로 타사 노선에서 지연이 발생해도 이 노선에 차질이 빚어지게 되기 때문에, 쇼난 신주쿠 라인을 포함한 광범위에서 직통운전을 하고 있는 수도권의 JR선이나 비슷한 오사카 순환선에 직통하는 JR 교토 선이나 한와 선도 비슷한 문제를 안고 있다.

### 열차종별
한신 전철로부터 입선하는 열차는 한신 전기 철도 본선을 참조하라.

#### 직통특급
하루 종일 한신우메다 - 산요히메지 구간에서 운전되는 종별이다. 산요 전철 내에서는 시간당 15분 간격으로 운전된다.

#### 특급 (산요 특급)
산요 전철 내의 정차역 패턴은 직통특급과 대부분 비슷하나, 한신 본선 내에서는 각역에 정차하며, 오이시 이동으로는 입선하지 않는다. 하루 종일 운전되는 열차였으나, 직통특급의 증발로 이 종별은 격감했다. 현재는 이른 아침이나 심야에 고소쿠코베·히가시후타미 - 산요히메지 구간에서 운전된다. 직통특급과는 달리, 고소쿠나가타 이동에서는 각역에 정차한다. 한편 직통특급에도 황색의 종별 안내(한신산노미야 - 산요스마 구간에서는 각역정차)를 게재한 열차는 상행에 한해서만 고베 고속선 내에서는 특급으로 취급된다. 직통특급이 운전되기 전에는 다이카이·니시모토마치·하나쿠마(당시에는 한큐 방면에도 특급 열차가 운행했었다)·한신 니시나다는 통과했었다.
현재 특급의 루트는 전후에 운전을 재개한 2세대 특급(1949년 4월 15일에 운전 개시)으로, 설정 당초에는 효고 - 히메지 구간에서 운전되었는데 정차역은 전전과 같이 나가타(현재의 고소쿠나가타)·아카시·시카마였다. 그럼에도 당시에는 효고 - 히메지 구간에서 75분이 소요되었고, 정차역은 9개 많아 현재보다 약 20분 느리게 운행했었다(현재는 신카이치 - 히메지 구간에 12역 정차로, 약 55분이 소요되었다). 그 후, 차량의 고성능화나 종별정리등으로 정차역의 감소와 소요시간의 단축이 이루어져, 현재에 이르렀다.
한편, 원래는 히가시후타미 - 산요히메지 구간을 한신의 차량으로 운전하는 산요 특급이 존재했었으나, 2006년 10월의 다이어 개정을 끝으로 폐지되었다. 한신의 차량은 '특급 히가시후타미'라고 표시할 수 없었기 때문에, 히가시후타미 - 산요히메지 구간만의 운행시에는 '직통특급 히가시후타미'라고 표시한 채 운행하였다.
그리고, 1991년 4월 개정 전까지는 야간에 한큐산노미야 발 다카사고 행(히가시후타미 이서로는 각역정차)특급이 운행되었다. 현재는 S특급이 되었다.
2009년 3월 20일의 다이어 개정시부터 쓰키미야마가 특급(직통특급도 포함)의 정차역이 되었다. 또한 현재의 황색 종별 표시기를 게재한 직통특급은 한신산노미야 - 산요스마 구간에서는 각역정차로 운행되고 있다. 한편, 토요일과 공휴일의 야간에 산요 특급이 종별 표시기의 황색 직통특급으로 치환시키기 위해, 산요 특급으로서의 운전은 하행은 고소쿠고베 이서에서, 상행은 히가시후타미 이서에서만 한정하고, 한신산노미야 발착은 폐지되었다. 히가시후타미 이서에 잔존하는 산요 특급은, 이른 아침의 고소쿠고베 발 산요히메지 행 1편만으로, 이 열차는 다이카이역에 정차하는 대신 니시다이·히가시스마·스마데라를 통과하는 유일한 열차가 되었다. 또한, 토요일과 공휴일의 히가시후타미 시발 산요 특급에는, 직통 특급과 동일하게 아라이와 시라하마노미야에 정차하는 열차도 존재한다.

#### 특급 (한신 특급)
한신우메다 - 한신모토마치 - 니시다이- 스마우라코엔(일부는 히가시스마에서 오리카에시한다)구간에서 운전된다. 본선 내에서는 각역에 정차하며, 산요스마에서 산요히메지 발착의 보통과 접속한다. 이른 아침이나 야간에는 한신 측으로 바래다주는 용도등의 관계로 한신산노미야 발착의 열차도 존재한다. 역의 안내에는 하행에는 전 구간(고베 고속 철도 도자이 선도 포함)보통으로 안내된다. 상행은 특급으로 안내되나, 한신산노미야 행에 한해서 도자이 선 내에서는 보통이라고 안내된다.

#### S특급
직통특급이나 특급보다도 정차역이 많은 열차로, 하행은 심야에 한신산노미야 발 산요히메지 행이며, 상행은 아침에 시카마·다카사고·히가시후타미 발 한신 산노미야·산요스마행으로 운전된다. 1991년 4월 7일의 다이어 개정에서 아침 러시 아워 시간대의 통근특급과 야간에 운전되는 히가시후타미 - 다카사고 구간의 각역에 정차하는 하행 특급을 통합한 형태로 등장했다. 특급에 비해서 정차역 수의 면에서는 격차가 커, 실제로는 다른 사철의 급행과 비슷하나, 급행 대신 특급이라는 이름을 사용하는 이유는 전신인 통근특급이 설정되었던 배경이나, 과거에 운전되었던 급행이 S특급과는 다른 성격의 열차였기 대문이다. 한편, 과거의 급행은 운전을 휴지하고 있다(과거에 운전되었던 급행에 대해서는 #급행을 참조). 한편 S특급의 S는 'Service', 'Smart', 'Speedy', Short'등의 영단어의 머릿글자로부터 따온 것으로, 일반 공모에 붙여진 것은 아니었다.
정차역은 통근특급 시대와 비슷하나, 1998년 2월 15일부터는 쓰키미야마에도 정차하게 되었다. 2006년 10월 28일의 다이어 개정에서 다카사고 행이었던 심야의 하행 열차가 산요히메지까지 연장되고 토요일과 공휴일의 오전에 상행 열차가 설정되어 정차역에 니시다이가 더해진 대신 고베 고속선(한신 방면)에서는 니시모토마치를 통과하게 되었다. 한신 본선 내에서는 각역에 정차한다. 2009년 3월 10일의 다이어 개정에서 한큐산노미야 발착의 열차가 폐지되었다.
한편, 니시모토마치 역과 마이코코엔 역은 S특급이 통과하나 직통특급(니시모토마치에는 일부만)과 특급이 정차하기 때문에 지도리 정차가 이루어진다. 자막은 녹색에 백색의 글자로 표시되나, 폰트는 다른 종별이나 행선처럼 고딕체가 아닌 오리지널 서체가 쓰이고 있다. 특면에는 편성이 다른 경우가 있어 종별만 표시되는 편성이 대부분이나, 일부는 종별과 행선을 표시하기도 한다. 그 경우, 자막식은 종별이 S특, LED식은 S특급이라고 표시된다(예로, 한신산노미야 행 S특급은 자막식으로는 S특 한신산노미야, LED식으로는 S특급 한신산노미야라고 표시된다). 자막식은 3000계의 일부, LED식은 5000F에 한한다.

#### 보통
각역에 정차하는 종별이다. 종일 한신산노미야·한큐산노미야 - 산요히메지 구간에서 운전된다. 과거에는 가스미가오카 착발의 구간열차나 산요히메지에서 산요 전철 아보시 선으로 직통하는 열차도 존재했었다. 낮 시간대에는 산요스마 발착이 시간당 두 편, 한큐산노미야 발착이 시간당 두 편으로 상호 운전되며, 15분 간격으로 운행하고 있다. 한신산노미야 발착의 열차는 일부를 제외하고 오리카에시를 위해 오이시까지 회송된다. 1998년까지는 한큐롯코까지, 2001년까지는 오이시까지도 정기 운행이 있었다. 또한, 주로 저녁 이후에 고베 고속선 내에서 오리카에시를 하는 열차(하행은 고소쿠고베 시발, 상행은 신카이치 행)도 운행되었고, 야간에는 이 열차들이 주체가 되었다. 최근에는 이용객 감소등의 영향으로 3량 편성으로 운행되는 열차가 늘고 있다. 직통특급이 운전되기 이전에는 한신 니시나다는 통과하던 시기가 있었다. 이것은 산요의 차량이 한신의 차량(제트카, ja)에 비해 가속도가 낮았기 때문이었다.
낮 시간대에는 한큐산노미야 시발의 열차의 경우, 고소쿠코베에서 한신 선으로부터의 보통열차 외에, 토요일과 공휴일의 일부를 제외하고 니시모토마치와 다이카이를 통과하는 직통특급도 접속된다. 한큐산노미야 행은 가스미가오카 역에서 대피를 한 후, 평일에는 한큐산노미야까지 선착하나, 토요일과 공휴일에는 신카이치 시발의 한큐 특급과 접속된다. 산요스마 시종착의 경우에는 산요스마에서, 스마우라코엔에서 오리카에시를 한 한신특급의 접속이 이루어진다.
심야의 한신우메다 23:20발 산요스마 행 산신 특급은 직통특급용인 산요의 차량으로 운행되는 관계상, 고소쿠코베에서 승무원 교대가 이루어지는데, 이때 행선막을 보통·스마라고 표시한다. 한편 산요스마 행 보통열차로 운행되기 때문에, 유일하게 6량 편성으로 운행하는 보통열차이기도 하다. 그 외에, 산요 차량에 의한 우메다 시발의 한신 특급과 같이, 한신 차량에 의한 한신산노미야 발 산요 보통이 평일은 아침에 네 편, 토요일과 공휴일에는 아침에 한 편(종별 표시는 특급이다)이 있다.
2006년 10월 28일의 다이어 개정에서 낮 시간대의 한큐산노미야 발착 열차의 운행이 재개되었는데, 역으로 2009년 3월 20일의 다이어 개정에서는 니시모토마치와 다이카이에 정차하는 직통특급이 한신산노미야 - 산요스마 구간에서 각역정차로 개편되어, 평일 낮 시간대의 네 편 중 두 편 그리고 토요일과 공휴일 낮 시간대의 일부가 산요스마에서 오리카에시를 하게 되어, 낮중에는 고베 고속선 내까지 운전되는 열차는 한큐산노미야 발착 외에는 없고, 또한 평일 러시 아워 시간대의 일부는 한신우메다 시발의 특급(산요 전철 본선 내에서는 각역에 정차)이 스마우라코엔 또는 히가시스마 행으로 바꾸기 때문이다(이것은 한신이 평일 러시 아워 시간대의 배차 간격을 12분에서 10분으로 줄였기 때문이다). 또한 산요스마·산요아카시에서 대피하지 않고 가스미가오카에서 통과를 기다리게 된다. 또한 이 다이어 개정으로 평일의 하행 한 편만이 아카시 행의 전차로 신설되었다(아카시 도착 이후에는 히가시후타미까지 회송된다).
한편, 역구조나 차내에서는 보통차라고 안내된다. 다만 한큐산노미야·한신산노미야·모토마치 각역에서는 자동방송의 경우 입선하는 보통열차와 구별되지 않게 각역정차라는 호칭을 쓴다. 또한, 한큐산노미야·한신산노미야의 LED 안내에서는 간단히 보통이라고 표시하는데, 모토마치의 LED 안내에서만 산요 보통이라고 표시하여 한신 보통과 구별한다.

### 휴지중인 종별

#### 급행
주요 촌락에만 정차하는 종별이었으나, 연선의 도시화에 의한 각역의 이용자 수의 격차가 크게 벌어짐으로서 주요역에 정차하는 특급열차와 각역정차를 혼합한 디이어로 축소되었다가 1984년에 휴지되었다.
가장 마지막의 정차역은 산요히메지·시카마·메가·시라하마노미야·오시오·아라이·다카사고·벳푸·히가시후타미·후지에·니시신마치·산요아카시·니시마이코·산요타루미·산요스마 이동으로는 각역정차였다.
종별 표시는 백지에 검은 문자로 '=급='이라고 표시되었던 것이 특징이었다. 한편, 2009년 3월 이후의 다이어 개정에 대해서는, 출퇴근 시간대의 b직통의 정차역 패턴이 이것에 가까워졌다.
한편, 3000계와 5000계의 행선 표시기에서는 급행이라는 막이 다시 생겨 장래의 부활을 준비하고 있다.

### 과거에 존재했던 종별

#### 직통
1946년 4월의 다이어 개정(전후 최초의 다이어 개정)때 설정된 종별이다.
1948년에 전 구간의 가선전압이 1500V로 통일되기 전까지는, 보통열차는 덴테쓰아카시- 덴테쓰효고 구간의 운전에서, 아카시 이서부터 고베 방면으로의 운행에 직통하는 종별이었다. 아카시 이서에서는 직통이 없었기 때문에 각역에 정차하였으나, 아카시 이동으로는 니시마이코·덴테쓰타루미·덴테쓰스마·니시다이·나가타에만 정차했다.
1948년 4월의 다이어 개정(아카시 이동의 가공전압의 1500V로 상압한 것에 따른 개정)에서 급행이 이 종별을 대체함으로써 폐지되었다.

#### 아침 러시 아워 시간대의 특급과 통근특급
1961년 10월의 다이어 개정에서는 아침 러시 아워 시간대에 상행에 한해서만 산요스마 이동에 각역에 정차하는 특급이 설정되었다. 현재의 S특급과 같은 루트였다.
운행구간은 당초에는 히가시후타미 - 덴테쓰효고 구간이었다. 설정 당초의 정차역은 덴테쓰아카시·덴테쓰스마(당시의 특급은 마이코코엔·다루미·이타야도에만 정차하지 않았다)와 덴테쓰스마 이동에서는 각역에 정차하였는데, 덴테스스마에서 종별을 보통으로 바꾸어서 운행했다. 1968년 4월의 고베 고속 철도와의 연결에 다른 다이어 개정에서 한신오이시까지의 운행으로 바뀌었고, 동시에 다루미 역이 정차역으로 추가되었다.
1984년 3월 다이어 개정에서는 한신 방면으로의 입선이 없었고, 대신 한큐산노미야에 입선하는 형태가 되었다. 동시에 히가시후타미 시발에서 다카사고 시발로 시발역이 변경되어, 정차역도 대폭 변화되어 다카사고 - 히가시후타미 구간은 각역정차, 히가시후타미 이동으로는 덴테쓰아카시·덴테쓰타루미·덴테쓰스마·고소쿠나가타 이동에서는 각역에 정차하는 형태가 되었다.
1987년 12월의 다이어 개정으로 정차역에 후지에와 가스미가오카·다키노차야가 추가되어 통근특급으로 발전하게 된다. 이 개정에서는 이타야도가 정차역으로 더해지고, 한신 방면으로의 입선이 3년만에 부활해, 한큐롯코·한신오이시 - 다카사고 구간의 운행으로 바뀌었다.
1991년 4월의 다이어 개정에서 다카사고 행 특급과 통합되어 S특급이 되었다.

#### 다카사고 행 특급
야간에 하행 한 편만 운행되었던 특급열차로, 히가시후타미 - 다카사고 구간을 각역정차로서 운전했다. 열차종별은 특급열차였으나, 여객안내에서는 다카사고 행 특급으로 안내되었으며, 시각표에서의 기재나 안내방송등에서도 다카사고 행 특급을 구별해서 표기했다. 차량은 측면의 안내장치에서는 글자 수의 제약에 따라 [특급｜ 　 ]이나 그냥 [특급]이라고 표시된 것이 특징이었다.
1991년 4월의 개정에서 S특급으로 통합되어 사라졌다.

## 역사
산요아카시 이동은 효고 전기 궤도, 이서는 고베히메지 전기 철도에 의해 개통되었으며, 전력회사인 우지가와 전기로 합병되어 직결 운행을 개시했다.
이 때, 효고 전기 궤도의 노선은 노면전차로 취급되어 건설된 궤도선이었기 때문에 가선 전압은 600V였다. 반면 고베히메지 전기 철도의 노선은 당초부터 일반 철도로서 개통한 것이었기 때문에 가선 전압이 1500V(오사카 철도에 이은, 일본에서는 두 번째 채용)였는데다가, 차체 규격도 서로 달라서 직통 운전의 실현에는 많은 어려움이 있었다. 이것에 대해 우지가와 전기에서는 구 효고 전기 궤도의 차체 규격에 일본 최초의 복전압차를 신조하여 직통 운전을 실현하였다(자세한 것은 산요 전기 철도 700형 전동차에 있다).
그 후, 구 효고 전기 궤도의 규격을 확대한 상태에서 1948년에 전압을 올려, 보다 더 유연한 직통이 가능하게 되었다. 우지가와 전기로부터 산요 전기 철도가 분리된 때는 1933년이었다.
개통 이래로 덴테스효고가 기점이었으나, 고베 고속 철도와의 직통 운전 개시를 계기로 노면전차 시대의 유산이었던 병용 궤도가 남아있던 덴테쓰효고 - 니시다이 구간이 폐지되고 니시다이 역이 기점이 되었다.

### 연표

#### 효고 전기 궤도
- 1910년 3월 15일 : 효고 전기 철도에 의해 효고 - 스마(현재의 산요스마 역)구간이 개통된다.
- 1912년 7월 11일 : 스마 - 이치노타니 구간이 개통된다.
- 1913년 5월 11일 : 이치노타니 - 시오야(현재의 산요시오야 역)구간이 개통된다.
- 1917년 4월 12일 : 시오야 - 아카시(아카시 항 근처에 있었다)구간이 개통되어 덴테쓰효고 - 아카시의 전 구간이 개통된다. 오테 역을 스마히가시구치 역으로 개칭하고, 새로 이타야도 - 스마히가시구치 구간에 오테 역이 개업한다. 스마 역을 스마에키마에 역으로 개칭한다.
- 1921년 - 1923년 : 다이카이도리 - 나가타 구간에 임시역으로 나가타진자마에 역이 개업한다. 매월 1일과 15일에만 열차가 정차했다. 폐지일은 알려지지 않았다.[1]

#### 고베히메지 전기 철도·우지가와 전기
- 1923년 8월 19일 : 고베히메지 전기 철도에 의해 아카시에키마에(현재의 산요아카시 역) - 히메지에키마에(현재의 산요히메지 역)구간이 개통된다.
- 1924년 2월 : 다카사고마치 역을 덴테쓰타카사고 역으로, 소네초 역을 덴테쓰소네초 역으로, 시카마초 역을 덴테쓰시카마로 개칭한다.[1]
- 1927년
  - 1월 1일 : 우지가와 전기가 효고 전기 궤도를 합병한다.
  - 4월 1일 : 우지가와 전기가 고베히메지 전기 철도를 합병한다.
  - 12월 6일 : 구 고베히메지 전기 철도의 아카사에키마에 역을 구 효고 전기 궤도의 역과 통합한다.
- 1928년
  - 8월 26일 : 효고 - 히메지에키마에 구간에 직통 운전을 개시한다.
  - 12월 8일 : 야마다(현재의 니시마이코 역) - 오쿠라다니 구간의 선로를 이설한다.
- 1931년 12월 23일[1] : 오쿠라다니 - 아카시에키마에 - 니시신마치 구간을 신선으로 대체하고, 아카시에키마에 역을 구 고베히메지 전기 철도의 역의 위치로 되돌려놓는다. 히토마루마에 역과 유엔지마에 역도 이전된다.
- 1932년 12월 9일 : 히가시시오야 - 히가시타루미 구간의 선로를 이설한다. 쓰루모리즈카 - 시오야 구간의 히가시시오야 역을 폐지한다.

#### 산요 전기 철도
- 1933년 6월 6일 : 우지가와 전기가 철궤도 사업을 산요 전기 철도에 분리 양도한다.
- 1934년
  - 9월 18일 : 특급의 운전이 개시된다. 당시의 특급 정차역은 효고·나가타·아카시·시카마·히메지였다.
  - 12월 19일 : 아카시타카조마에 역이 개업한다.
- 1935년 8월 1일 : 마이코 역을 마이코코엔 역으로, 야마다 역을 마이코 역으로 개칭한다.
- 1937년 : 마이코 역을 니시마이코 역으로 개칭한다.
- 1939년 12월 : 아카사에키마에 - 아카시 구간을 폐선한다.
- 1941년 5월 3일 : 덴테쓰하야시자키 역이 개업한다.
- 1943년 11월 20일[1] : 국철과의 연락역인 효고 역을 덴테쓰효고 역으로, 스마에키마에 역을 덴테쓰스마 역으로, 시오야 역을 덴테쓰시오야 역으로, 다루미 역을 덴테쓰타루미 역으로, 아카시에키마에 역을 덴테쓰아카시 역으로, 히메지에키마에 역을 덴테쓰히메지 역으로 개칭한다. 덴테스효고 - 나가타 구간의 다이카이도리 역, 이타야도 - 스마히가시구치 구간의 오테 역, 덴테쓰스마 - 쓰루모리즈카 구간의 이치노타니 역, 덴테쓰타루미 - 우타시키야마 구간의 고시키야마 역, 히토마루마에 - 덴테쓰아카시 구간의 유엔지마에 역을 휴지한다.
- 1944년
  - 4월 1일 : 스마히가시구치 역을 히가시스마 역으로, 에이가지마니시구치 역을 니시에이가지마 역으로, 벳푸키타구치 역을 덴테쓰벳푸 역으로, 가메야마고보 역을 덴테쓰가메야마 역으로 개칭한다.
  - 4월 20일 : 특급의 운행을 중지한다.
- 1945년 7월 20일 : 이치노타니 - 덴테쓰시오야 구간의 쓰루모리즈카, 니시에이가지마 - 히가시후타미 구간의 우오즈미 역을 휴지한다.
- 1946년 8월 3일 : 휴지중인 이치노타니 역과 유엔지마에 역·오테 역을 폐지한다.
- 1947년
  - 10월 1일 : 임시역으로 스마우라코엔 역이 개업한다.
  - 11월 15일 : 우오즈미 역의 영업을 재개한다.
- 1948년
  - 3월 1일 : 덴테쓰스마 - 덴테스아카시 구간의 가선 전압을 600V에서 1500V로 승압한다.
  - 9월 30일 : 스마우라코엔 역을 일반역으로 승격시킨다.
  - 10월 1일 : 휴지중인 쓰루모리즈카 역을 폐지한다.
  - 10월 21일 : 덴테쓰효고 - 덴테쓰스마 구간의 가선 전압을 600V에서 1500V로 승압시켜 전 구간의 전압이 통일된다.
  - 12월 14일 : 오쿠라다니 - 히토마루마에 구간의 아카시타카조마에 역이 폐지된다. 오쿠라다니 역이 이설된다.
- 1949년 4월 15일 : 특급의 운전이 재개된다.
- 1951년 10월 1일 : 휴지중인 고시키야마 역을 폐지한다.
- 1952년 8월 21일 : 휴지중인 다이카이 역을 폐지한다.
- 1957년 9월 18일 : 스마우라코엔 역이 이전된다. 스마우라 로프웨이가 개통된다.
- 1961년 10월 1일 : 우오즈미 역을 덴테쓰우오즈미 역으로 개칭한다.
- 1964년 6월 1일 : 우타시키야마 역을 폐지하고 300m 동쪽에 가스미가오카 역을 개업한다.
- 1968년 4월 7일 : 고베 고속 철도를 경유하여 한큐 전철과 한신 전기 철도와의 상호 직통 운전이 개시된다. 덴테쓰효고 - 니시다이 구간이 하루 앞서 폐지된다.
- 1974년 12월 1일 : 특급의 영업최고속도를 85km/h에서 90km/h로 높인다.
- 1978년 12월 27일 : 니시다이 - 덴테쓰아카기 수산을 궤도법에 기초한 궤도로부터 지방철도법에 기초한 철도로 변경한다(덴테쓰아카시 이서 구간은 개통때부터 철도였다).
- 1984년
  - 3월 25일 : 특급의 영업최고속도를 100km/h로 향상한다(덴테쓰아카시 - 다카사고, 시카마 - 덴테쓰히메지 구간). 급행의 운전이 휴지된다.
  - 5월 5일 : 한큐롯코 역 구내에서 한큐 특급과의 충돌 사고가 발생했다.
- 1985년 4월 22일 : 스마데라- 쓰키미야마 구간에서 한신우메다 행의 한신 전동차가 탈선했다. 탈선한 차량은 구조상의 결함이 발견되어 후에 폐차된다.
- 1987년 12월 13일 : 덴테쓰타카사고 - 덴테쓰시카마 구간에서 특급의 영업최고속도를 100km/h로 향상하고, 이타야도 역을 특급의 정차역으로 설정한다. 통근특급의 운전이 개시된다.
- 1991년
  - 4월 3일 : 아카시 시내 연속 고가화 공사가 완료된다. 덴테쓰아카시 역과 히토마루마에 역이 이전된다.
  - 4월 7일
    - 일부 특급이 6량 1편성화된다. 통근특급을 S특급으로서 운전을 개시한다. 아보시 선에 직통하는 열차가 폐지된다.
    - 덴테쓰시카마·덴테쓰시오야·덴테쓰타루미·덴테쓰아카시·덴테쓰우오즈미·덴테쓰소네·덴테쓰히메지 역을 '산요~'역으로 개칭한다.
    - 덴테쓰벳푸·덴테쓰타카사고·덴테쓰시카마·덴테쓰카메야마 역을 벳푸·다카사고·시카마·가메야마 역으로 개칭한다. '덴테쓰~'가 사라진 이유는 벳푸 철도나 다카사고 선의 폐선에 의한 것이었다.
    - 덴테쓰하야시자키 역을 하야시자키마쓰마에가이간 역으로, 혼조 역을 하리마초 역으로 개칭한다.
    - 특급의 영업최고속도를 히가시후타미 - 다카사고 구간에서 110km/h로 향상한다. 또한 마이코코엔 - 산요아카시 구간에서도 특급의 영업최고속도를 105km/h로 향상한다.
    - 특급은 니시모토마치·하나쿠마·다이카이 역을 통과하고 한신 전기 철도 본선의 니시나다 역은 산요의 차량일 경우 모든 열차가 통과한다.
- 1995년
  - 1월 17일 : 한신·아와지 대지진으로 전 구간이 불통 상태가 된다.
  - 1월 18일 : 산요아카시 - 산요히메지 구간의 운전이 재개된다.
  - 1월 27일 : 가스미가오카 - 산요아카시 구간의 운전이 재개된다.
  - 1월 30일 : 다키노차야 - 가스미가오카 구간의 운전이 재개된다. 다음날 히메지 - 다키노차야 구간에서 특급의 운전이 재개된다.
  - 2월 21일 : 히가시스마 - 스마데라 구간의 운전이 재개된다.
  - 3월 24일 : 이타야도 - 히가시스마 구간의 운전이 재개된다. 이타야도 역은 지하역과 하행선을 사용했다.
  - 4월 9일 : 스마데라 - 산요스마 구간의 운전이 재개된다.
  - 4월 19일 : 산요스마 - 스마우라코엔 구간의 운전이 재개된다.
  - 6월 16일 : 스마우라코엔 - 다키노차야 구간의 운전이 재개된다.
  - 6월 18일 : 니시다이- 이타야도 구간이 재하선으로서 복구되어 전 구간이 재개통된다(다만 고베 고속 철도 도자이 선의 고소쿠나가타 - 신카이치 구간이 다 복구되지 않아 고소쿠나가타에서 오리카에시 운전을 했다).
  - 8월 13일 : 고베 고속 철도 도자이 선의 고소쿠나가타 - 신카이치 구간이 복구되고, 동시에 한신·한큐와의 상호 직통 운전이 재개된다(다만 다이카이 역은 거대한 피해를 받았기 때문에 1996년 1월 17일까지 전 열차가 통과했다).
- 1998년 2월 15일 : 한큐 전철과의 상호 직통 운전을 중지한다. 한신우메다 - 산요히메지 구간을 잇는 직통특급의 운전을 개시한다. 동시에 한큐롯코까지 입선했던 산요 전기 철도의 보통과 특급의 직통 운전도 중지된다.
- 2001년 3월 10일 : 직통특급을 제외한 전 열차가 한신산노미야 이동으로의 직통 운전을 중지한다. 다만 한신산노미야 착발의 열차는 한신오이시까지 회송 운전된다. 또한, 쓰키미야마 역이 S특급의 정차역이 된다.
- 2004년 8월 21일 : 니시후타미 역이 개업했다.
- 2006년
  - 3월 26일 : 산요히메지 역의 개량 공사와 산요히메지 - 데가라 구간의 노선 대체 공사때문에, 이 구간이 종일 운휴하게 되어 산요덴테쓰 버스에 의한 대행 수송이 이루어졌다. 특급과 직통특급은 시카마 역에 정차하는 오전중의 하행 한 편을 빼고 전 열차가 데가라 역에서 오리카에시를 하였다.
  - 10월 28일 : 심야의 하행 열차가 산요히메지까지 연장 운행하게 되었고, S특급의 정차역이 변경되었다. 니시다이에 정차하는 대신에 니시모토마치를 통과하게 되었다.
- 2011년 3월 1일 : 역 구내의 흡연 코너를 폐지하고, 모든 역을 전면 금연화하였다.

## 역 목록
- 모든 역이 효고현에 소재한다.
- 종별 정차역에 대해서는 #운행 형태 참조.
- 대피 가능역 : 히가시스마, 산요스마, 가스미가오카, 아카시, 후지에(상행만), 히가시후타미, 다카사고, 오시오

| 역명                   | 일본어 역명  | 접속 노선                                        | 역간 거리 | 누적 거리       | 소재지          | 소재지   |
| ---------------------- | ------------ | ------------------------------------------------ | --------- | --------------- | --------------- | -------- |
| 니시다이               | 西代         | 고베 고속 철도 도자이 선                         | -         | 0.0             | 고베시          | 나가타구 |
| 이타야도               | 板宿         | 고베 시 교통국 지하철 세이신·야마테 선           | 1.0       | 1.0             | 고베시          | 스마구   |
| 히가시스마             | 東須磨       |                                                  | 0.8       | 1.8             | 고베시          | 스마구   |
| 쓰키미야마             | 月見山       | 0.8                                              | 2.6       |                 | 고베시          | 스마구   |
| 스마데라               | 須磨寺       | 0.7                                              | 3.3       |                 | 고베시          | 스마구   |
| 산요스마               | 山陽須磨     | JR 고베 선(스마역)                               | 0.4       | 3.7             | 고베시          | 스마구   |
| 스마우라코엔           | 須磨浦公園   | 스마우라 로프웨이                                | 1.4       | 5.1             | 고베시          | 스마구   |
| 산요시오야             | 山陽塩屋     | JR 고베 선(시오야 역)                            | 1.7       | 6.8             | 고베시          | 다루미구 |
| 다키노차야             | 滝の茶屋     |                                                  | 1.0       | 7.8             | 고베시          | 다루미구 |
| 히가시타루미           | 東垂水       | 0.8                                              | 8.6       |                 | 고베시          | 다루미구 |
| 산요타루미             | 山陽垂水     | JR 고베 선(다루미 역)                            | 1.0       | 9.6             | 고베시          | 다루미구 |
| 가스미가오카           | 霞ヶ丘       |                                                  | 1.1       | 10.7            | 고베시          | 다루미구 |
| 마이코코엔             | 舞子公園     | JR 고베 선(마이코역)                             | 0.8       | 11.5            | 고베시          | 다루미구 |
| 니시마이코             | 西舞子       |                                                  | 0.9       | 12.4            | 고베시          | 다루미구 |
| 오쿠라다니             | 大蔵谷       | 1.9                                              | 14.3      | 아카시시        | 아카시시        |          |
| 히토마루마에           | 人丸前       | 0.6                                              | 14.9      | 아카시시        | 아카시시        |          |
| 산요아카시             | 山陽明石     | JR 고베 선(아카시역)                             | 0.8       | 아카시시        | 아카시시        | 15.7     |
| 니시신마치             | 西新町       |                                                  | 1.2       | 아카시시        | 아카시시        | 16.9     |
| 하야시사키마쓰에카이간 | 林崎松前海岸 | 1.5                                              | 18.4      | 아카시시        | 아카시시        |          |
| 후지에                 | 藤江         | 2.0                                              | 20.4      | 아카시시        | 아카시시        |          |
| 나카야기               | 中八木       | 1.4                                              | 21.8      | 아카시시        | 아카시시        |          |
| 에이가시마             | 江井ヶ島     | 1.7                                              | 23.5      | 아카시시        | 아카시시        |          |
| 니시에이가시마         | 西江井ヶ島   | 1.4                                              | 24.9      | 아카시시        | 아카시시        |          |
| 산요우오즈미           | 山陽魚住     | 0.7                                              | 25.6      | 아카시시        | 아카시시        |          |
| 히가시후타미           | 東二見       | 1.7                                              | 27.3      | 아카시시        | 아카시시        |          |
| 니시후타미             | 西二見       | 1.7                                              | 27.3      | 아카시시        | 아카시시        |          |
| 하리마초               | 播磨町       | 1.3                                              | 29.9      | 가코군 하리마정 | 가코군 하리마정 |          |
| 베후                   | 別府         | 2.3                                              | 32.2      | 가코가와시      | 가코가와시      |          |
| 하마노미야             | 浜の宮       | 1.9                                              | 34.1      | 가코가와시      | 가코가와시      |          |
| 오노에노마쓰           | 尾上の松     | 1.4                                              | 35.5      | 가코가와시      | 가코가와시      |          |
| 다카사고               | 高砂         | 1.8                                              | 37.3      | 다카사고시      | 다카사고시      |          |
| 아라이                 | 荒井         | 1.2                                              | 38.5      | 다카사고시      | 다카사고시      |          |
| 이호                   | 伊保         | 1.2                                              | 39.7      | 다카사고시      | 다카사고시      |          |
| 산요소네               | 山陽曽根     | 1.6                                              | 41.3      | 다카사고시      | 다카사고시      |          |
| 오시오                 | 大塩         | 1.5                                              | 42.8      | 히메지시        | 히메지시        |          |
| 마토가타               | 的形         | 1.4                                              | 44.2      | 히메지시        | 히메지시        |          |
| 야카                   | 八家         | 2.0                                              | 46.2      | 히메지시        | 히메지시        |          |
| 시라하마노미야         | 白浜の宮     | 1.4                                              | 47.6      | 히메지시        | 히메지시        |          |
| 메가                   | 妻鹿         | 1.4                                              | 49.0      | 히메지시        | 히메지시        |          |
| 시카마                 | 飾磨         | 산요 전기철도 아보시 선                          | 1.9       | 히메지시        | 히메지시        | 50.9     |
| 가메야마               | 亀山         |                                                  | 1.4       | 히메지시        | 히메지시        | 52.3     |
| 데가라                 | 手柄         | 1.1                                              | 53.4      | 히메지시        | 히메지시        |          |
| 산요히메지             | 山陽姫路     | 산요 신칸센·JR 고베 선·반탄 선·기신 선(히메지역) | 1.3       | 히메지시        | 히메지시        | 54.7     |